# Ромски медији
Ромски медији су почели да се развијају последњих деценија, под утицајем дијаспорског статуса Рома (који живе као мањина у многим земљама).

## Интернет
Расути статус Рома и релативно недавна еволуција ромских медија одредили су важну улогу Интернета као брзог и лако доступног средства комуникације. Присуство ромских медија на Интернету укључује новости веб странице као што су Џено Ассоциатион Архивирано на веб-сајту  (27. септембар 2007), Ромеа.цз Архивирано на веб-сајту  (4. септембар 2007) или дРОМа-Блог (на њемачком и ромском језику), као и мреже вијести као што је Рома Виртуал Нетворк .

## Телевизија
Постоје ромске ТВ станице (попут ТВ Шутел  из Шуто Оризари, Република Македонија) или ромски програми на локалним ТВ станицама, као што је Каравана ле Роменгири, ромски програм који се приказује 2 сата /седмично изнајмљује Партија Рома у Румунији од Оглинда ТВ (остали садржај ове ТВ станице нема ништа заједничко са ромским програмом). У Чешкој постоји интернет ромска ТВ - РОМЕА ТВ. Већина ромских ТВ станица налази се у централној и југоисточној Европи .

## Радио
- ГипсиРадио: Међународни 24-часовни веб-радио на ромском језику који производе чланови заједнице по сопственом овлашћењу. Нуди прозоре за неколико повезаних организација.
- Радио Романо: Служба Радио Шведске на ромском језику.
- Харом сзоламра: Етнички програм Мађарског државног радија на Ловари и Беас језику.

## Часописи
- дРОМа - Ромска политика, култура, тсцхиб :ISSN 2075-6976 Двојезични штампани часопис за ромску заједницу у Аустрији, који излази на немачком и ромском језику. Без политичке или верске припадности. Основана 2004. године од стране ромске НВО "Вереин Рома-Сервице". Бесплатно преузимање свих бројева (пдф) на: http://www.roma-service.at/droma/droma-2016.shtml
- Е Романи Глинда / Ден ромска спегелн (Ромско огледало;ISSN 1651-3258 ): Часопис посвећен ромским питањима у Шведској и Европи. Без политичке припадности. Блиско сарађује са тимом Радија Романо на Радио Шведској. Чланци на шведском. Објављује шест бројева годишње. Основан 1998. Главни уредник и издавач: Фред Тајкон. Сајт: http://www.romaniglinda.se/
- Ле Романе Невимата / Ромска нихетер (Ромске вести;ISSN 1653-963X ): Часопис намењен ромској омладини у Шведској, објављен у сарадњи са Ромск Културцентрум у Стокхолму. Без политичке припадности. Чланци на ромском и шведском језику. Основан 2007. године. Главни и одговорни уредник и издавач: Кати Димитер-Таикон.[2]
- Романи Постен (такође Романипостен, Тхе Романи Пост;ISSN 0809-8379 ): Часопис за ромску заједницу путника у Норвешкој. Без политичке или верске припадности. Чланци на норвешком. Излази осам пута годишње. Основан 6. септембра 2003. као онлајн публикација; Прво штампано издање октобар 2006. Издавач и главни уредник: Јоне Педерсен.[3] Веб-сајт: https://web.archive.org/web/20070929002636/http://www.romani-posten.com (сада не постоји)